# MediaMonkey
MediaMonkey es un reproductor multimedia digital y biblioteca de medios desarrollado por Ventis Media Inc., para organizar y reproducir archivos de audio en los sistemas operativos de Microsoft Windows. Usando complementos, puede soportar archivos de vídeo y también otros formatos multimedia. Adicionalmente destaca su capacidad para interactuar con dispositivos bajo sistema operativo iOS.
MediaMonkey está disponible en una versión gratuita así como en una versión comercial (licencia “Gold”). Ambas ediciones soportan el uso extensivo de skins y complementos o scripts desarrollados por terceros. Utiliza SQLite para gestionar su base de datos.

### Reseñas
- Reseña de MediaMonkey 3 - Reseña de IT (en inglés)
- Reseña de MediaMonkey - PC Pro (en inglés)

- Datos: Q1463867